# Alain Garrigue
Alain Garrigue, né le 27 novembre 1962 à Toulouse, est un auteur de bande dessinée français et un artiste plasticien (peinture).

## Ouvrages
- Séjour en Afrique (avec Jean-Luc Coudray) Rackham, 1989 (Alph’Art coup de cœur au festival d'Angoulême 1990), réédité en 2009 avec une mise en couleur par Joël Alessandra
- Les Aventures d'Alex Russac :
  - Le destin perdu d’Argentino Diaz, éd. Delcourt, 1990
  - Le Cirque de dieu, éd. Delcourt, 1991
  - Samizdat Delcourt, éd. 1992
  - Le sacrifice fong, éd. Delcourt, 1994
- A frounzz, éd. Le studio, 1999
- Le montreur de Fantasmes, éd. Paquet, 1999
- Le Poulpe : Le saint des seins (avec Guillaume Nicloux), éd. 6 pieds sous terre, 2000
- BD Jazz 9 : Charlie Parker, éd. Nocturne, 2005.
- BD Jazz 29 : Scott Joplin, éd. Nocturne, 2006.

## Prix
- 1990 : Alph-Art coup de cœur du festival d'Angoulême pour Séjour en Afrique (avec Jean-Luc Coudray)